# Bokel (Pinneberg)
Bokel település Németországban, Schleswig-Holstein tartományban. Lakosainak száma 563 fő (2023. december 31.).

## Népesség
A település népességének változása:
| Lakosok száma | 437  | 615  | 592  | 590  | 595  | 583  | 563  |
|               | 1975 | 2014 | 2017 | 2019 | 2021 | 2022 | 2023 |